# Dąb Piotrowy

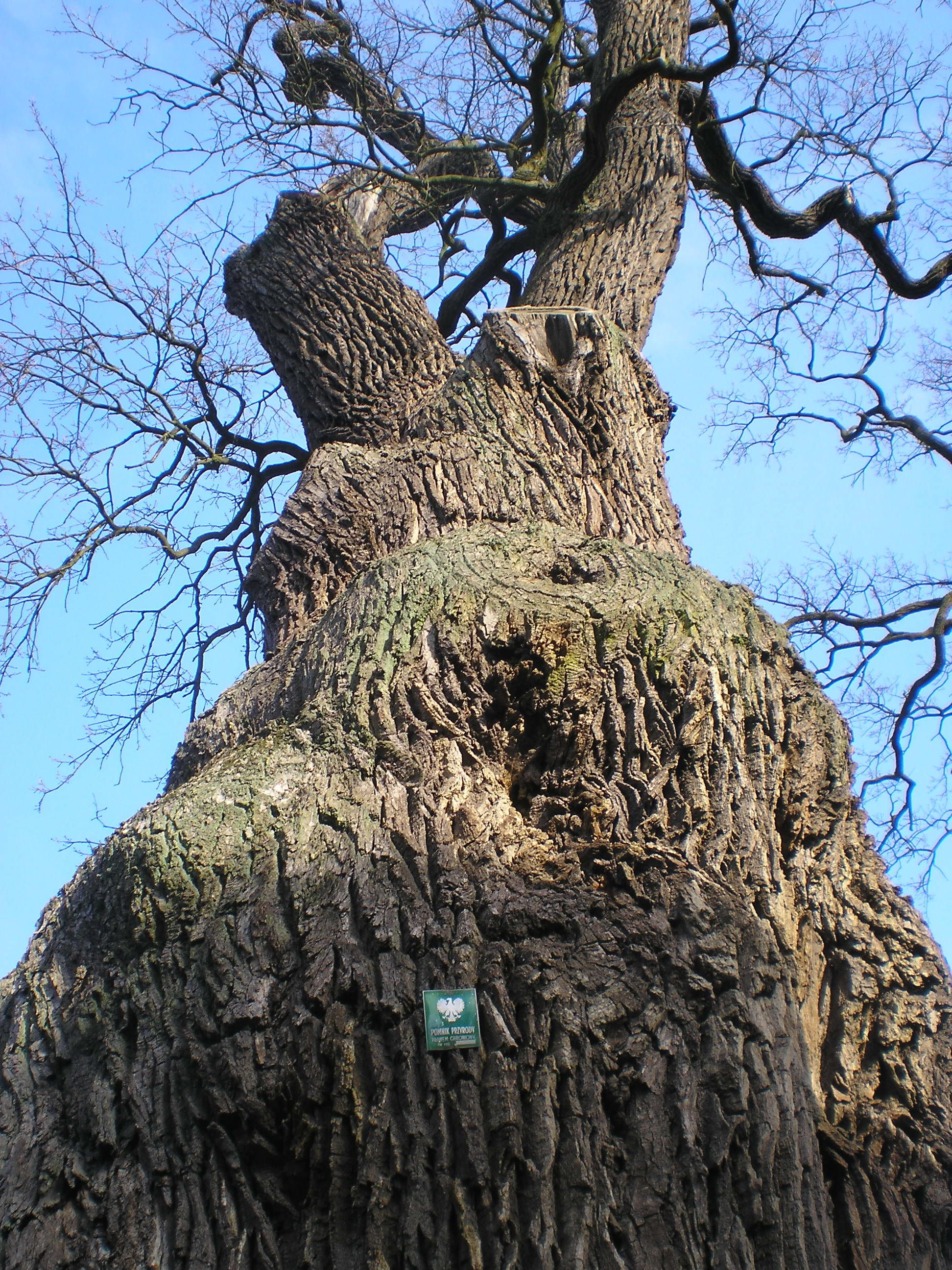
Korona Dębu Piotrowego

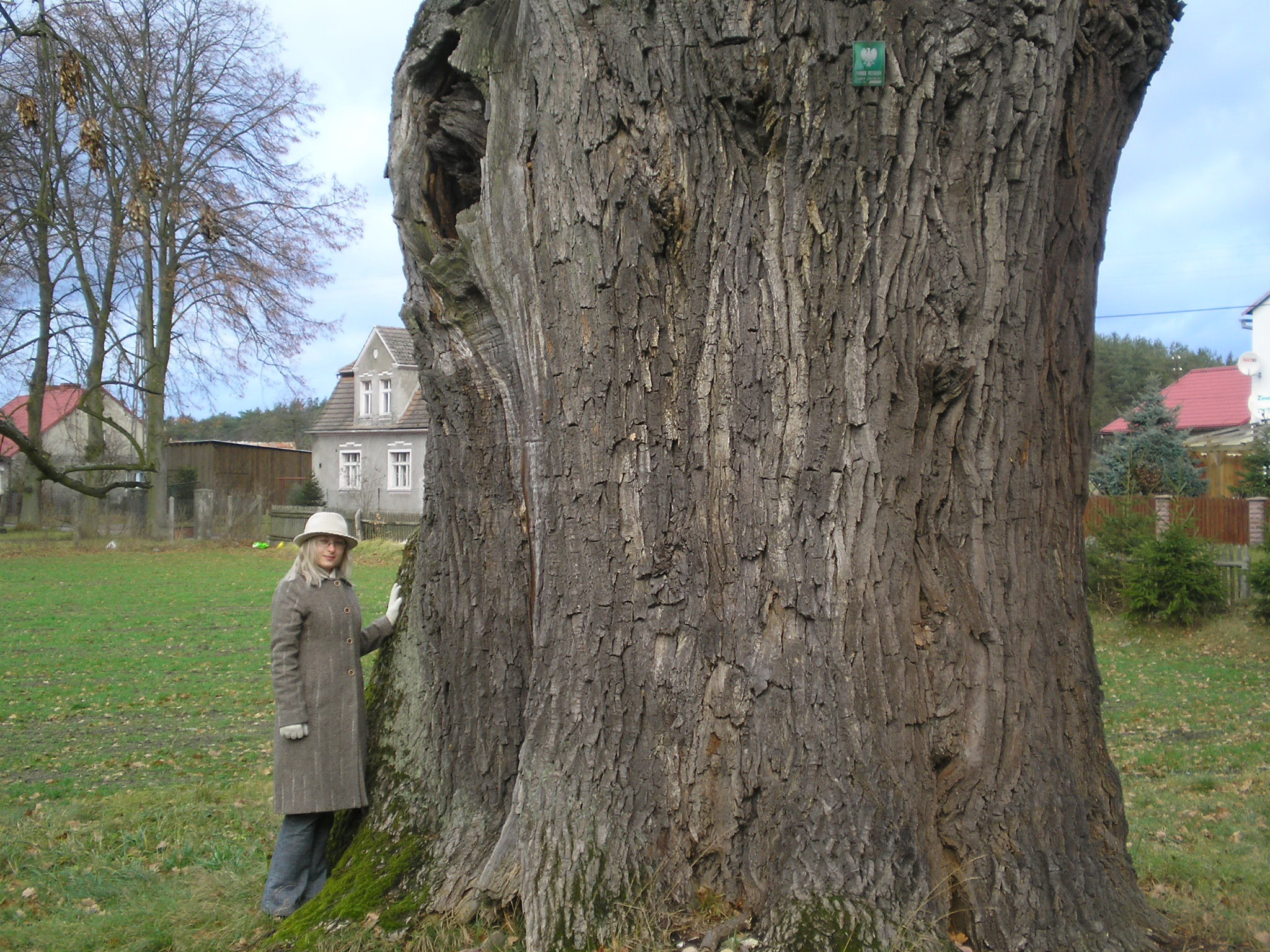
Pień Dębu Piotrowego

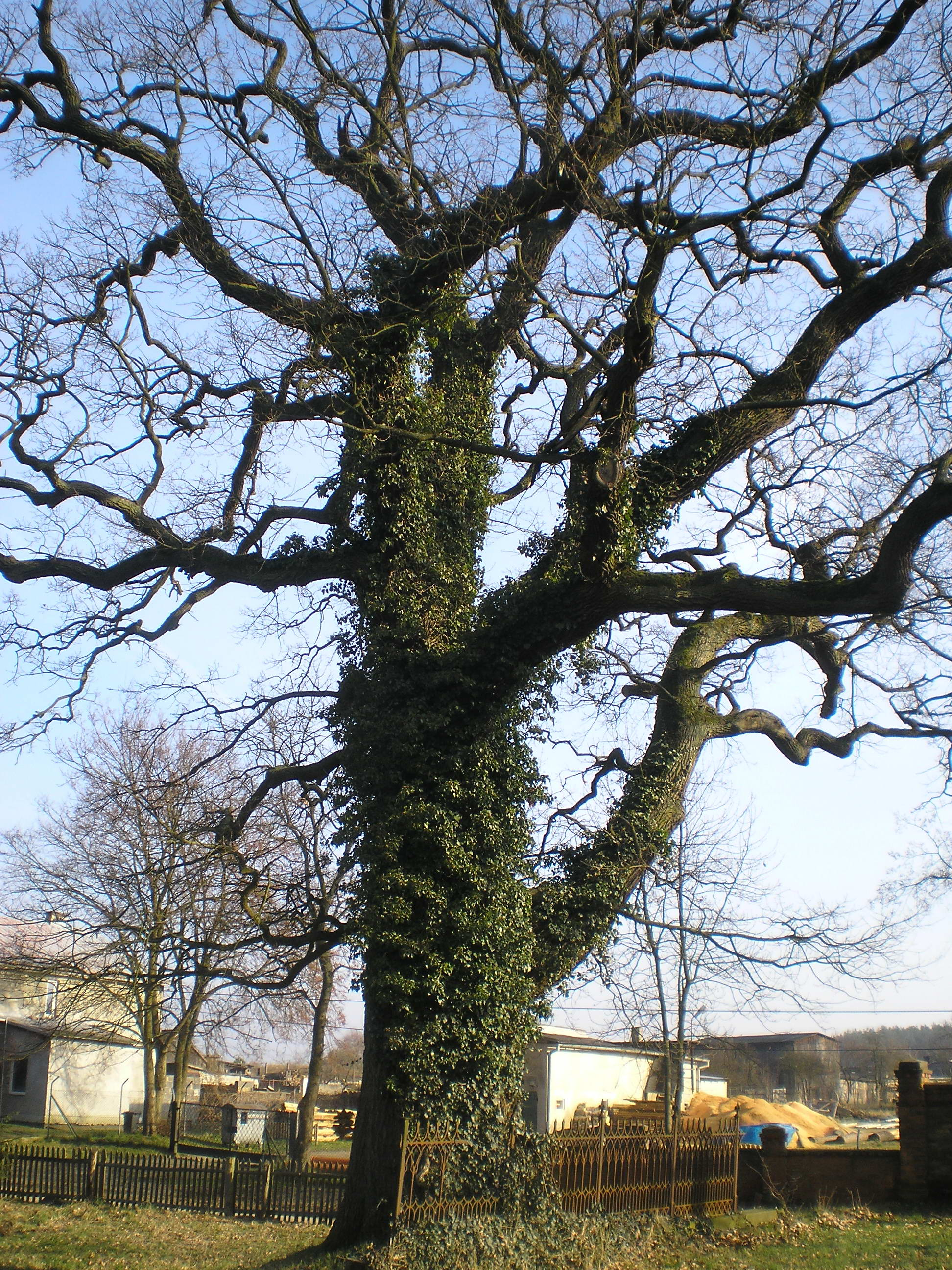
Drugi dąb za kościołem

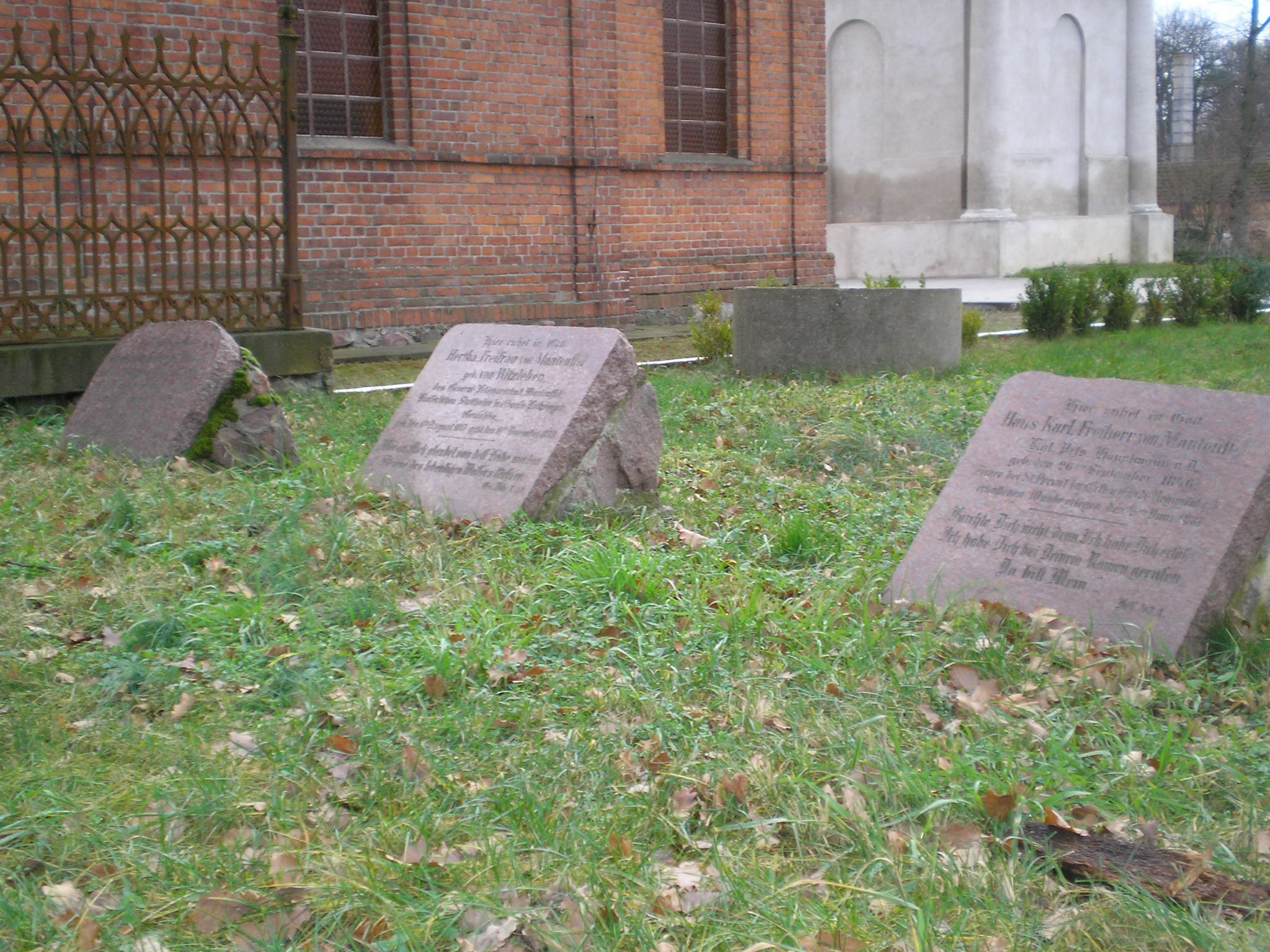
Miejsce spoczynku rodziny Manteuffel u podnóża dębów

Dąb Piotrowy – dąb szypułkowy, pomnik przyrody, rosnący przy kościele pw. Matki Bożej Różańcowej w miejscowości Toporów, w województwie lubuskim. Jest własnością parafii rzymskokatolickiej w Toporowie, nadzór nad drzewami sprawuje wojewódzki konserwator przyrody.

## Charakterystyka
Dąb ma 25 m wysokości, a jego obwód w pierśnicy (1,30 m od podstawy) wynosi 8,74 m, natomiast tuż nad gruntem aż 1140 cm (dane z 2011 roku).
Drzewo jest jednym z najstarszych dębów w Polsce, jego wiek szacowany jest na 613 lat (w 2016 roku). Ze względu na pusty środek (dla zabezpieczenia przed wywróceniem „olbrzyma” na pobliski zabytkowy kościół), fragment podstawy pnia został częściowo wypełniony betonem. Dąb jest w złym stanie zdrowotnym. Jego korona jest stosunkowo wąska (12 × 9 m), co może świadczyć o tym, że okaz jest w zaawansowanym stadium zamierania.

## Nazwa
Nazwa dębu łączy się z legendą przedstawioną w starych zapisach księgi parafialnej o tym, że car rosyjski Piotr I Wielki podczas podróży w 1697 r. do Holandii zatrzymał się w Toporowie (przedstawiając się jako Piotr Michajłow) i zjadł pod tym drzewem śniadanie.

## Otoczenie
Dąb Piotrowy rośnie w sąsiedztwie drugiego dębu (bez nazwy), którego wiek określany jest na około 400 lat. Drzewo także ma rangę pomnika przyrody. Z odległości kilku metrów obwody obu pomników wydają się podobne, jednak to tylko złudzenie, ponieważ młodszy dąb jest gęsto porośnięty bluszczem i w obwodzie ma „tylko” 6,20 m (w pierśnicy).
U podnóża znajduje się mały cmentarz z końca XIX wieku, z marmurowym krzyżem, na którym pochowani są członkowie rodziny Manteuffel, ich dzieci i bliscy znajomi. Tuż obok stoi zabytkowy kościół oraz kaplica, w podziemiach, której pochowani są dawni właściciele Toporowa.
Cały kompleks zabytków znajduje się na niewielkim wzgórzu, przez co wieża kościoła wraz z koronami dębów góruje nad miejscowością.